# 王弭力
王弭力（1941年1月—2021年2月4日），女，汉族，北京人，中华人民共和国地质学家、政治人物，中国地质科学院研究员。第八、九、十届全国政协委员。